# Cấy ghép thận
Ghép thận hoặc cấy ghép thận là việc cấy ghép thận của một người vào một bệnh nhân bị bệnh thận giai đoạn cuối. Ghép thận thường được phân loại thành 2 trường hợp tương ứng với người hiến tặng đã chết hoặc người hiến tặng còn sống.
Cấy ghép thận người hiến tặng sống còn được phân loại tiếp thành cấy ghép giữa 2 người có liên quan đến di truyền (có họ hàng) hoặc không liên quan, tùy thuộc vào mối quan hệ sinh học tồn tại giữa người hiến tặng và người nhận hay không.
Trao đổi thông tin và chuỗi thông tin là một cách tiếp cận mới để mở rộng danh sách những người hiến thận còn sống. Vào tháng 2 năm 2012, cách tiếp cận mới này để mở rộng nhóm người hiến thận sống dẫn đến chuỗi lớn nhất trên thế giới, bao gồm 60 người tham gia được tổ chức bởi Cơ quan đăng ký quốc gia về thận. Trong năm 2014, kỷ lục cho chuỗi lớn nhất đã bị phá vỡ một lần nữa với chuỗi thông tin trao đổi gồm 70 người tham gia.

## Lịch sử
Một trong những đề cập sớm nhất về khả năng thực sự của một ca ghép thận là do nhà nghiên cứu y học người Mỹ Simon Flexner, người đã tuyên bố trong một bài đọc về bài viết của ông về "Xu hướng bệnh học" tại Đại học Chicago năm 1907 rằng trong tương lai sẽ có thể cấy ghép các cơ quan cho những người khỏe mạnh cho người bị bệnh bằng phẫu thuật, bao gồm động mạch, dạ dày, thận và tim.
Năm 1933, bác sĩ phẫu thuật Yuriy Voroniy từ Kherson ở Liên Xô đã cố gắng ghép thận người đầu tiên, sử dụng một quả thận được lấy ra sáu giờ trước đó từ người hiến tặng đã chết để được cấy lại vào đùi. Ông đo chức năng thận bằng cách sử dụng kết nối giữa thận và da. Bệnh nhân đầu tiên của ông đã chết hai ngày sau đó, vì thận ghép không tương thích với nhóm máu của người nhận và đã bị cơ thể đào thải.
Mãi cho đến ngày 17 tháng 6 năm 1950, một ca cấy ghép thận thành công được thực hiện trên Ruth Tucker, một phụ nữ 44 tuổi mắc bệnh thận đa nang, do Tiến sĩ Richard Lawler tại Bệnh viện Little Company of Mary ở Evergreen Park, Illinois. Mặc dù thận hiến tặng đã bị đào thải mười tháng sau vì không có liệu pháp ức chế miễn dịch vào thời điểm đó - việc phát triển các loại thuốc chống thải hiệu quả cách đây nhiều năm - thời gian can thiệp đã giúp thận còn lại của Tucker có thời gian hồi phục và cô sống thêm 5 năm nữa.
Vào ngày 16 tháng 3 năm 2024, các bác sĩ phẫu thuật tại Bệnh viện Đa khoa Massachusetts đã thực hiện ca cấy ghép thận heo vào một bệnh nhân người sống lần đầu tiên. Bệnh nhân là ông Richard Slayman, 62 tuổi, đang gặp phải các biến chứng từ bệnh tiểu đường loại 2, cao huyết áp và đã trải qua một ca ghép thận không thành công trước đó. Quả thận heo được sử dụng trong ca ghép đến từ một con heo đã được chỉnh sửa gen bởi eGenesis để tương thích với hệ miễn dịch của con người, sử dụng công nghệ CRISPR để thực hiện một số chỉnh sửa gen chính xác. 